# Aymar de Vesc
Aymar de  Vesc  (mort en 1507), est un ecclésiastique français qui fut évêque de Vence de 1494 à 1501.

## Biographie
Aymar de Vesc est le frère et successeur de l’évêque Jean de Vesc. D'abord moine bénédictin, il devient chamarier de l'abbaye de Montmajour. Il obtient trois prieurés : Eurre, Comps et Saint-Rambert-d'Albon, dont le premier en succession de son oncle maternel Jean Arnaud. Appelé par son frère à Vence, il lui succède lorsque ce dernier est nommé évêque Agde. Il réside dans son diocèse et visite la collégiale d'Antibes le 20 mai 1496. Il intervient également dans les affaires de sa famille notamment lors du testament de son frère aîné Claude seigneur de Montjoux (1er janvier 1498) et dans un conflit entre un noble local et les habitants (28 août 1498). En 1505 il dote d'orgues la cathédrale de la Nativité-de-Marie de Vence et crée une prébende pour un maître de musique. Il meurt en 1507.